# ハムベルゲン
ハムベルゲン (ドイツ語: Hambergen) は、ドイツ連邦共和国ニーダーザクセン州オスターホルツ郡のザムトゲマインデ・ハムベルゲンに属す町村（以下、本項では便宜上「町」と記述する）である。この町は同郡の最北部に位置している。

## 地理
ハムベルゲンは、ブレーメンの北 37 km の北ドイツ低地に位置している。この町は、このザムトゲマインデの中で最も人口の多い町である。面積約 30 km2 に 5,400人以上が住んでいる。この古い村は、ザムトゲマインデの中で中心的な機能を担っている。
ハムベルゲンは、ハムベルゲン地区、ハイルスドルフ地区、ハイセンビュッテル地区、キービッツゼーゲン地区、オルデンビュッテル地区、シュプレディヒ地区、シュトレーエ地区からなる。ハムベルゲンはブレーメンやブレーマーハーフェンへの交通の便が良いことから、オスターホルツ郡内でも人気の住宅地の1つである。

## 歴史
ハムベルゲンは、ブレーメン大司教所有の小さな屋敷 Gut Ambergen として1056年に初めて文献に記録された。農場名の Up den Eddelhofe は現在もこの館を示す。それは古い村落の中核であった。ルネベルク騎士家は、しばしばブレーメン大司教の侍従長を務めた。かつてこのあたりにはゲルマン人のカウキー族が住んでいた。彼らはその後ザクセン人の中に消えていった。古いピペルンブルク城がハムベルゲンの北西部にあった。現在そこは木の生い茂る小さな丘陵となっている。
集落や農場がバラバラに点在していたハムベルゲンの農民は、1335年にシャルムベックの中央教会に属す礼拝堂を建設し、信仰の拠点とした。1546年になると、ハムベルゲンには独自の聖職者が存在していた。礼拝堂は1581年に改築され、拡大された。
1536年に、22の農場からなる古いハムベルク農場台帳が作成された。1670年には約400人がこの村に住んでいた。広さ84モルゲンの農場を持つブルヴィンケラー・ホーフは有名で、1846年まで水車が稼働していた。
1752年にバロック様式の教会が建設され、1850年にオルガンが設置された。ナポレオン戦争の間、フランス、イングランド、スコットランド、オランダ、ロシアと様々な国の兵士を我慢し、受け容れなければならなかった。1806年には600人のイングランド兵の面倒を見ている。1811年から1813年までハムベルゲンはフランスのオスターホルツ小郡に属していた。
森と荒れ地とギーラーバッハ川の湿った低地から次第に農耕地が造られていった。19世紀には手工業や産業が興った。泥炭加工場、レンガ工場、タバコ工場、ブラウンビールの醸造所、火酒の蒸留所が造られた。リュッバーシュテットやオルデンビュッテルに駅を持つ、ブレーメンからゲーストミュンデへ向かう鉄道が1862年以降この集落の発展を加速させた。

### 町村合併
1974年3月1日、廃止されたフライセンビュッテルの一部がこの町に合併した。

## 行政

### 議会
ハムベルゲンの町議会は17議席からなる。

### 首長
2021年からフラウケ・シューネマン (SPD) がこの町の町長を務めている。町長は町議会において投票権を有している。
町長の下にある行政委員会および、環境・交通・建設・計画委員会、財務・観光委員会、若年・老人・スポーツ・文化委員会が組織されている。

### 紋章
この町の紋章には、1335年に建設された礼拝堂が描かれている。銀の三峰の山はこの町がゲーストの丘に位置していることを表している。紋章基部の青い川はハンメ川の源流域であることを意味している。緑色の背景は、森の緑と農業を象徴している。

### 姉妹自治体
- ヴィレ＝サン＝ポール（フランス語版、英語版）（フランス、オワーズ県）

## 文化と見所
- シュトローエ＝シュプレディヒ博物館。ハムベルクのシュプレディヒ地区にあった歴史的なモーアの小農家をモデルにした建物[4]。
- ハイルスモーア自然保護区の一部がこの町の町域にかかっている。

## 経済と社会資本

### 経済
ハムベルゲンにとって重要な産業がサービス業である。1945年以前ハムベルゲンは蹄鉄造りでこの地域では重要であった。1970年代から1980年代半ばまでキービッツゼーゲン地区にカフェインレス・コーヒー・メーカー「カフェー・ハーク」があった。多くの産業地区が製造業者に土地を提供している。キービッツゼーゲンの山魚地区には多くの会社が拠点を置いている。2013年からは太陽光発電も強化された。
ハムベルゲンとヴァルヘーフェンとの境界地域の古い風力発電施設の向かい側に、新しい風力発電施設が建設され、2016年の第2四半期から営業を行っている。高さ 186 m の7基の風力発電機が、年間 5,700 MWh の発電を行っている。これは18,000戸の電力に相当する。建設資金は約 3500万ユーロであった。

### 交通
鉄道ブレーメン - ブレーマーハーフェン（- クックスハーフェン）線（オルデンビュッテル駅とリュッバーシュテット駅）とアウトバーン A27号線（ヴァルスローデ・ジャンクション - クックスハーフェン）に接続する。主要交通軸は連邦道 B74号ブレーメン - シュターデ線である。緑の海浜街道とドイツ・メルヘン街道がこの町を通っている。

## その他
後に連邦首相となったヘルムート・シュミットは、1942年7月1日にハムベルゲンの聖コスマエ＝ウント＝ダミアーニ教会でハネローレ「ロキ」シュミット（旧姓グラーザー）と結婚した。

## 関連図書
- Horst Brünjes (2011). “Kleinbeck – Spreddiek – Spreddig”. Heimat-Rundblick. Geschichte, Kultur, Natur (Druckerpresse-Verlag) 96 (1):  28–29. ISSN 2191-4257.